# 阿拉 (吴语)
阿拉（上海话拼音：aklak，发音：[[ᴀ̄ʔlᴀ́ʔ]]），在吴语宁波话和上海话中第一人称代词“我们”和“我的”的意思。因为这一词汇在宁波话和上海话中很典型而且知名，媒体常以阿拉一词来指代宁波人或者上海人。

## 例子
| 上海话正字     | 标准汉语     | 说明                                   |
| -------------- | ------------ | -------------------------------------- |
| 阿拉一道去孛相 | 我们一起去玩 | 上海话，“一道”指“一起”，“孛相”指“玩”。 |
| 阿拉娘舅       | 我的舅舅     | 上海、宁波通用                         |